# Revolutionäre Ehrenwaffe
Die Revolutionäre Ehrenwaffe (russisch Почётное революционное оружие Potschotnoje rewoljuzionnoje oruschije) war eine Auszeichnung für Kommandeure der Roten Armee.
Die Waffe stellte eine Schaschka (oder für Flottenangehörige ein „Kortik“, Marinedolch) mit vergoldetem Heft oder eine Pistole Mauser C96 mit in eine silberne Tafel eingravierter Widmung „Dem ehrenhaften Kämpfer der Roten Arbeiter- und Bauernarmee [bzw. Flotte] vom Zentralen Exekutivkomitee der Union der SSR [Jahr]“ dar. Auf alle Waffen war zudem ein Rotbannerorden aufgesetzt.
Die Auszeichnung wurde von 1919 bis 1930 an 21 Offiziere verliehen. Von diesen wurde etwa die Hälfte während der späteren Stalinschen Säuberungen erschossen.

## Ausgezeichnete
| Name                                             | Verleihung    |
| ------------------------------------------------ | ------------- |
| Sergei Kamenew (1881–1936)                       | 8. Aug. 1919  |
| Wassili Schorin (1870–1938)                      | 8. Aug. 1919  |
| Semjon Budjonny (1883–1973)                      | 20. Nov. 1919 |
| Michail Tuchatschewski (1893–1937)               | 17. Dez. 1919 |
| Jeronim Uborewitsch (1896–1937)                  | 8. Apr. 1920  |
| Michail Frunse (1885–1925)                       | 8. Apr. 1920  |
| Kliment Woroschilow (1881–1969)                  | 25. Nov. 1920 |
| Filipp Mironow (1872–1921)                       | 25. Nov. 1920 |
| August Kork (1887–1937)                          | 25. Nov. 1920 |
| Nikolai Kaschirin (1888–1938)                    | 25. Nov. 1920 |
| Semjon Timoschenko (1895–1970)                   | 28. Nov. 1920 |
| Wladimir Nesterowitsch [Jaroslawski] (1895–1925) | 5. Jan. 1921  |
| Jakow Balachonow (1892–1935)                     | 2. Feb. 1921  |
| Wassili Winnikow–Bessmertny (1892–1946)          | 2. Feb. 1921  |
| Alexander Jegorow (1883–1939)                    | 17. Feb. 1921 |
| Jewgeni Kasanski (1896–1937)                     | 3. Juni 1921  |
| Grigori Kotowski (1881–1925)                     | 20. Sep. 1921 |
| Woldemar Rose (1897–1939)                        | 12. Dez. 1921 |
| Grigor Chachanjan (1896–1939)                    | 12. Dez. 1921 |
| Iwan Kutjakow (1897–1938)                        | 28. Apr. 1922 |
| Stepan Wostrezow (1883–1932)                     | 23. Apr. 1930 |